# ایوان کراسکو
ایوان کراسکو (انگلیسی: Ivan Krasko; ۱۲ ژوئیهٔ ۱۸۷۶ – ۳ مارس ۱۹۵۸) شاعر، مترجم، و نماینده مدرنیسم اهل کشور اسلواکی بود. نام واقعی او «یان بوتو» بود.